# Kyselina kaprinová
Kyselina kaprinová (systematický název kyselina dekanová) je karboxylová kyselina patřící mezi nasycené mastné kyseliny. Její soli a estery se nazývají dekanoáty nebo kaprináty. Triviální název je odvozen od jejího výskytu v kozím mléku (capra je latinsky koza).

## Výskyt
Kyselina kaprinová se vyskytuje v kokosovém oleji (kolem 10 %) a palmojádrovém oleji (4 %), v běžných olejích ze semen je vzácná. Také se nachází v mléku různých savců a v menší míře v ostatních živočišných tucích. Společně s dalšími dvěma kyselinami pojmenovanými podle výskytu v kozím mléku, kapronovou a kyselinou kaprylovou, tvoří asi 15 % tuku kozího mléka.

## Výroba a reakce
Tuto kyselinu lze vyrobit oxidací primárního alkoholu dekanolu oxidem chromovým v kyselém prostředí.
neutralizací kyseliny kaprinové nebo zmýdelněním jejich esterů (obvykle triacylglycerolů) hydroxidy vznikají příslušné soli, sodné a draselné soli jsou součástí mýdel.

## Použití
Kyselina kaprinová se používá na výrobu esterů, které slouží jako umělá aromata a parfémy. Také se z ní vyrábějí některá léčiva.